# Calderitas
Calderitas es una población del estado mexicano de Quintana Roo, pertenece al Municipio de Othón P. Blanco y está situada a 8 km de la cabecera municipal y capital de Quintana Roo, Chetumal, con la que prácticamente forma una conurbación y en la rivera de la Bahía de Chetumal.
Calderitas es una comunidad eminentemente pesquera, aunque en fechas recientes ha diversificado su economía, principalmente hacia el turismo, su cercanía con Chetumal hace que la relación de las dos poblaciones sea muy intensa, siendo común que los habitantes de Calderitas se trasladen diariamente a Chetumal a trabajar, estudiar o hacer compras.
El desarrollo como sitio turístico ha llevado al desarrollo de sus playas, en donde se han acondicionado palapas y restaurantes típicos de mariscos y a la cercanía que tiene con la población la zona arqueológica de Oxtankah, así mismo se desarrolla el turismo de aventura, que tiene desarrollo en lugares cercanos como la Laguna Guerrero, además frente a sus costas se encuentra a poca distancia la isla de Tamalcab, la única isla de la Bahía de Chetumal.